# San Luis del Agua Caliente
San Luis del Agua Caliente es una localidad del estado mexicano de Jalisco. Es parte del municipio de Poncitlán.

## Toponimia
El nombre «San Luis» hace referencia al santo patrono de la localidad: San Luis de Francia.

## Demografía
| Gráfica de evolución demográfica |
|                                  |

| Censo | Población |
| ----- | --------- |
| 1900  | 182       |
| 1910  | 94        |
| 1921  | 189       |
| 1930  | 166       |
| 1940  | 189       |
| 1950  | 249       |
| 1960  | 326       |
| 1970  | 415       |
| 1980  | 755       |
| 1990  | 796       |
| 2000  | 931       |
| 2010  | 1 106     |
| 2020  | 1 065     |